# Gerbilling

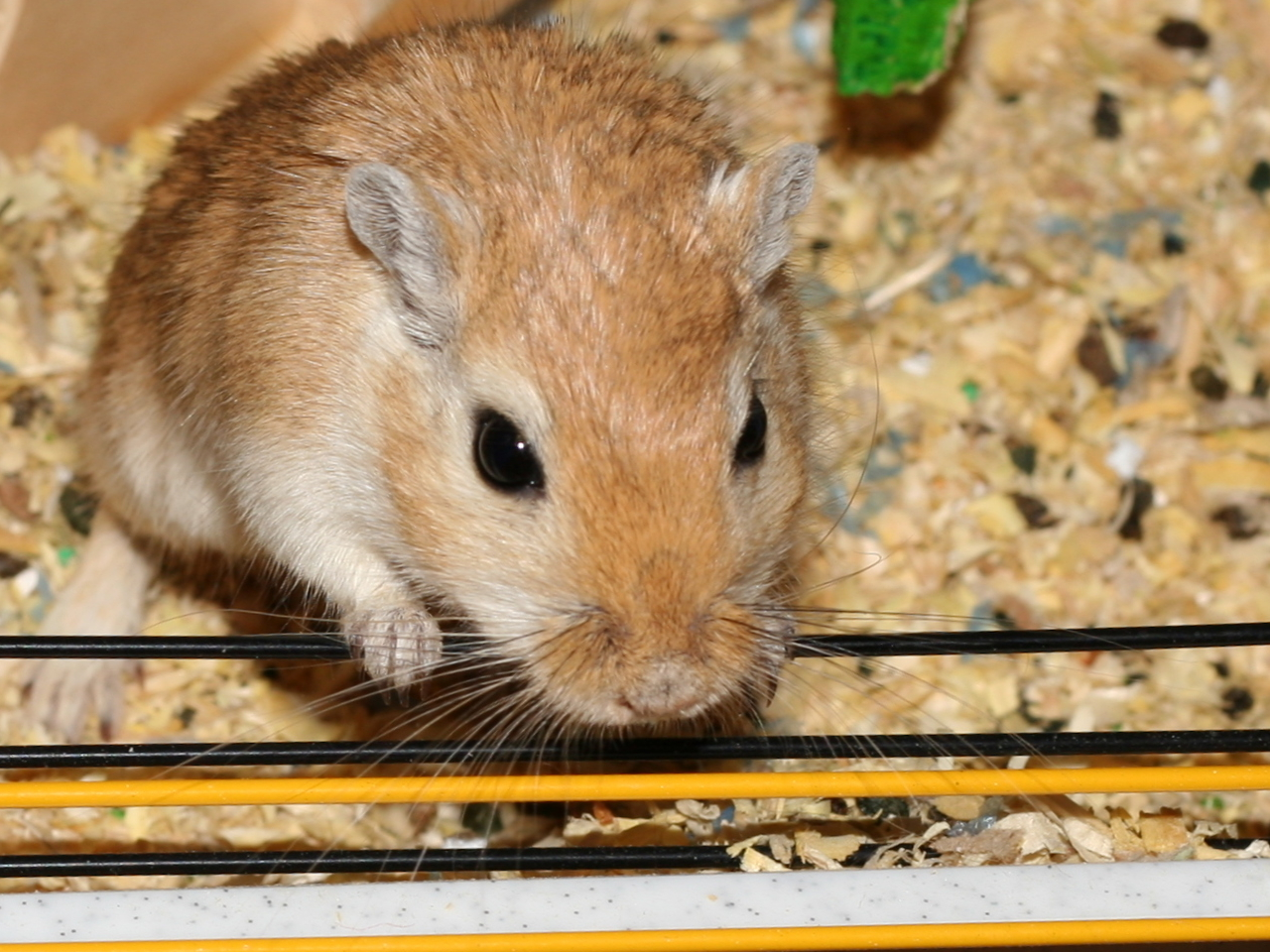
Los jerbos son los roedores más comunes que supuestamente se insertan.

El gerbilling, también conocido como gerbil stuffing o gerbil shooting, es una supuesta práctica sexual consistente en introducir pequeños animales vivos (normalmente jerbos, pero también ratones, hámsters, ratas y otros roedores) en el recto de una persona para obtener estimulación. Algunas variantes de los informes sugieren que el roedor se cubra con una sustancia psicoactiva, como la heroína, antes de ser introducido. Sin embargo, hay pocos documentos sobre cómo se lograba o disfrutaba esto, ya que todos los roedores tienen uñas y dientes largos para cavar o escarbar y, naturalmente, tratan de escarbar en cualquier espacio pequeño.

## Visión general
Según el folclorista Jan Harold Brunvand, los relatos de gerbilling se registraron por primera vez en 1984 y, en un principio, se decía que se trataba de un ratón y un hombre no identificado. En versiones posteriores de la historia, el animal era un jerbo y la historia se aplicaba a varias celebridades masculinas. Los rumores que rodean a varias celebridades masculinas que se dedican al gerbilling se han convertido en persistentes leyendas urbanas.
A mediados de la década de 1980, no había informes en la literatura médica revisada por pares que describieran el gerbilling entre la variedad de objetos extraños rectales extraídos del cuerpo de las personas.
Mike Walker, columnista de cotilleos del National Enquirer, se pasó meses intentando verificar los rumores sobre una celebridad. "Nunca he trabajado tanto en una historia en mi vida", dijo Walker al Palm Beach Post en 1995. Después de muchas investigaciones, no pudo encontrar ninguna prueba de que se hubiera producido un incidente de gerbilling: "Estoy convencido de que no es más que una leyenda urbana".
Dan Savage, un columnista de consejos sexuales que habla con frecuencia sobre prácticas sexuales inusuales, declaró en 2013 que nunca había recibido un relato de primera mano o incluso de segunda mano sobre la práctica.
Según los editores de Snopes.com, el gerbilling es una leyenda urbana no verificada y persistente.

## En la cultura popular
Larry David en "Curb Your Enthusiasm" tiene un episodio completo ("The Bat Mitzvah") donde se rumorea que practica gerbilling.
En un capítulo de Family Guy, Peter tiene una nueva mascota, un halcón llamado Jerges, en un fragmento del episodio Jerges está intentando sacar a un roedor del ano de Quagmire, al final este sale por su boca a lo que Quagmire se lamenta que lo sacó por delante.
En la temporada 4 de Los Soprano, Ralph Cifaretto hace una llamada de broma a la madre de Paulie Gualtieri, alegando que Paulie fue arrestado por participar en esta práctica, junto con otros delitos.
En la canción "Fack" de su álbum de 2005 Curtain Call: The Hits, el rapero Eminem recita un verso sobre gerbilling. "Ahora mira ese jerbo, toma ese tubo / mételo en el trasero / deja que ese pequeño bribón me mordisquee el culo".
National Lampoon's Christmas Vacation (1989) incluye una escena en la que el personaje de Eddie le dice a su esposa: "No te olvides de las sábanas de goma y los jerbos".
Un episodio de febrero de 2015 de Family Feud presentó a una mujer que inmediatamente respondió "un jerbo" cuando el presentador Steve Harvey preguntó "Nombra algo que un médico sacaría de una persona". La respuesta produjo risas prolongadas de la audiencia y un silencio atónito de Harvey; incluso el otro concursante en el podio se echó a reír por su respuesta. El clip de la escena del episodio rápidamente se volvió viral.
En el episodio de la temporada 6 de "South Park" "El campo de la muerte de la tolerancia", el Sr. Garrison inserta el jerbo Lemmiwinks de la clase en el ano del Sr. Slave durante la clase. Esto comienza la trama B del episodio, donde Lemmiwinks debe atravesar los intestinos del Sr. Slave y alcanzar su boca para escapar, lo que hace al final del episodio.
En su canción "Ich Tu Dir Weh" del álbum Liebe ist für Alle Da, la banda alemana de metal Rammstein se refiere a esta práctica: "Wünsch' dir was ich sag' nicht nein / Und führ' dir Nagetiere ein", que se traduce como "Desea algo, no diré que no / Y me meteré roedores". Además, mientras actúa en el escenario, el cantante de la banda, Till Lindemann, recurre ocasionalmente a gestos sugerentes que hacen bastante explícito el significado de la letra.